# Angel in the Night
„Angel in the Night“ je píseň švédského producenta Basshuntera z alba Now You're Gone – The Album (2008). Singl byl vydán 29. září 2008. Píseň napsal Basshunter.

## Seznam skladeb
| CD maxi singl (29. září 2008) | CD maxi singl (29. září 2008)                 | CD maxi singl (29. září 2008) |
| Pořadí                        | Název                                         | Délka                         |
| ----------------------------- | --------------------------------------------- | ----------------------------- |
| 1.                            | Angel in the Night (Radio Edit)               | 2:57                          |
| 2.                            | Angel in the Night (Soulseekerz Radio Edit)   | 2:44                          |
| 3.                            | Angel in the Night (Extended Mix)             | 5:18                          |
| 4.                            | Angel in the Night (Soulseekerz Extended Mix) | 7:47                          |
| 5.                            | Angel in the Night (Ali Payami Remix)         | 6:37                          |
| 6.                            | Angel in the Night (Headhunters Remix)        | 5:38                          |

| CD singl (2008) | CD singl (2008)                             | CD singl (2008) |
| Pořadí          | Název                                       | Délka           |
| --------------- | ------------------------------------------- | --------------- |
| 1.              | Angel in the Night (Radio Edit)             | 2:57            |
| 2.              | Angel in the Night (Soulseekerz Radio Edit) | 2:44            |

| 12" vinyl (2008) | 12" vinyl (2008)                              | 12" vinyl (2008) |
| Pořadí           | Název                                         | Délka            |
| ---------------- | --------------------------------------------- | ---------------- |
| 1.               | Angel in the Night (Headhunters Remix)        | 5:38             |
| 2.               | Angel in the Night (Extended Remix)           | 5:18             |
| 3.               | Angel in the Night (Soulseekerz Extended Mix) | 7:46             |
| 4.               | Angel in the Night (Ali Payami Remix)         | 6:37             |

| Digitální download (28. listopadu 2008) | Digitální download (28. listopadu 2008) | Digitální download (28. listopadu 2008) |
| Pořadí                                  | Název                                   | Délka                                   |
| --------------------------------------- | --------------------------------------- | --------------------------------------- |
| 1.                                      | Angel in the Night (Radio Edit)         | 2:53                                    |
| 2.                                      | Go Down Now                             | 4:54                                    |

## Hitparády
| Hitparáda (2008)                        | Nejvyšší pozice |
| --------------------------------------- | --------------- |
| Evropa (European Hot 100)               | 43              |
| Irsko (Irish Singles Chart)             | 10              |
| Slovensko (Radio Top100 Oficiálna)      | 43              |
| Společenství nezávislých států (TopHit) | 248             |
| Spojené království (UK Singles Chart)   | 14              |
| Spojené království (UK Dance Chart)     | 7               |
| Švédsko (Sverigetopplistan)             | 50              |

## Certifikace
| Stát                     | Certifikace | Prodejnost |
| ------------------------ | ----------- | ---------- |
| Spojené království (BPI) | Stříbro     | 200 000    |